# استن برینگ
استن برینگ (انگلیسی: Stan Cutting; ۲۱ سپتامبر ۱۹۱۴ – ۲۴ آوریل ۲۰۰۴) بازیکن فوتبال اهل بریتانیا بود.
از باشگاه‌هایی که در آن بازی کرده‌است می‌توان به باشگاه فوتبال اکستر سیتی، باشگاه فوتبال نوریچ سیتی، و باشگاه فوتبال ساوت‌همپتون اشاره کرد.